# Louvigny (Pireneje Atlantyckie)
Louvigny – miejscowość i gmina we Francji, w regionie Nowa Akwitania, w departamencie Pireneje Atlantyckie.
Według danych na rok 1990 gminę zamieszkiwało 137 osób, a gęstość zaludnienia wynosiła 20 osób/km² (wśród 2290 gmin Akwitanii Louvigny plasuje się na 1039. miejscu pod względem liczby ludności, natomiast pod względem powierzchni na miejscu 1293.).